# Liu Yao (Offizier)
Liu Yao (chinesisch 劉繇), Großjährigkeitsname Zhengli (* 157; † 198) war ein Offizier der Han-Dynastie.
Er wurde 157 als zweiter Sohn von Liu Wei in Donglai, Mouping, geboren. Er war ein Verwandter der kaiserlichen Familie Liu und trug den Titel Marquis von Mouping. Liu Chong, sein Onkel väterlicherseits, diente als Großkommandant. Sein älterer Bruder Liu Dai, Hofname Gongshan, diente als niederer Beamter in der Yan-Provinz.
Im Jahre 174 folgte Liu Yao seinem Vater in die Schlacht gegen Banditen. Er konnte ihren Anführer gefangen nehmen und den Frieden im Land wiederherstellen. Dafür wurde er zum Edlen des Palastes befördert. Im Jahr 194 wurde er vom Regime in Chang’an zum Kaiserlichen Inspektor der Yang-Provinz ernannt.
Im Jahre 195 befand sich Yuan Shu in Huai Nan, und Liu Yao fürchtete eine Konfrontation mit ihm. Er schickte seine Kundschafter nach Danyang und Qu'e, die von Wu Jing (den Schwager Sun Jians) und Sun Ben aufgehalten wurden. Yuan Shu plante damals, Liu Yao zu beseitigen, und schickte seine Truppen aus. Liu Yao sandte Fan Neng und Zhang Ying zur Verteidigung an den Huai-Fluss, welche die Eindringlinge aufhielten. Yuan Shu wollte sich selbst zum Kaiserlichen Inspektor der Yang-Provinz einsetzen und bekämpfte Liu Yaos Truppen 196 mit Sun Ben und Wu Jing. Später schloss sich ihnen Sun Ce an, der mit 10.000 Mann Zhang Yings Widerstand brach.
Liu Yao zog sich nach Hui Ji zurück und schickte Zhang Ying stromaufwärts, um seine Truppen in Pengze zu stationieren. Ze Rong wurde auch ausgesandt und erhielt den Befehl, den Großverwalter Zhu Hao zu töten. Ze Rong wurde 197 am Berg Zouru besiegt, und im nächsten Jahr erkrankte Liu Yao und starb in Yuzhang. In der Biografie von Taishi Ci in Sanguo Zhi wird erwähnt, dass Liu Yao sich vor seinem Tode zum Großverwalter von Danyang erklärte.